# Agostino Barelli
Agostino Barelli (ur. 1627, Bolonia, zm. po 1687, tamże) – włoski architekt epoki baroku, znany głównie ze swych realizacji w Monachium.

## Życiorys
Pierwszym znanym dziełem Barellego jest kościół św. Bartłomieja w Bolonii (prawdopodobnie przeróbka projektu G.B. Falcettiego, konsekrowany w 1664).
W 1662 Barellli udał się do Monachium na zaproszenie elektora bawarskiego Ferdynanda Marii Wittelsbacha, który powierzył mu zbudowanie kościoła teatynów. Kościół ten miał być wypełnieniem ślubów jego małżonki Henrietty Adelaidy po urodzeniu przez nią potomka, Maksymiliana Emanuela. Barelli rozpoczął budowę monumentalnej świątyni wzorując się na rzymskim kościele Sant’Andrea della Valle. Uszczęśliwiony faktem narodzin syna elektor podarował swojej małżonce posiadłość z małym zameczkiem, położoną na północny zachód od miasta, którą Henrietta Adelajda wzorem włoskiej mody nazwala „zamkiem nimf” (niem. Nymphenburg). Przebudowę zamku powierzono również Barellemu.
W roku 1674 Barelli opuścił Monachium. Prace nad kościołem teatynów kontynuowali przełożony miejscowych teatynów P. Spinelli i architekt Enrico Zuccalli; Zuccalli kontynuował również budowę rezydencji Nymphenburg.
Wiadomości dotyczące działalności Barellego w Bolonii po roku 1675 są mocno niepewne. Wiadomo, iż został on architektem miejskim. W 1677 zaprojektował jedną z bram w murach miejskich, Porta delle Lame, a w 1682 kopułę miejscowego kościoła Madonna del Baraccano. Oprócz tych dzieł (jedynych, jakie się zachowały) są przekazy z 1687 o jego projektach kościoła św. Małgorzaty, nigdy nie zrealizowanych. Niepewna jest też data śmierci architekta; niektórzy wskazują rok 1679, inni natomiast wyznaczają ją po zaprojektowaniu kościoła św. Małgorzaty, być może na rok 1699.

## Galeria

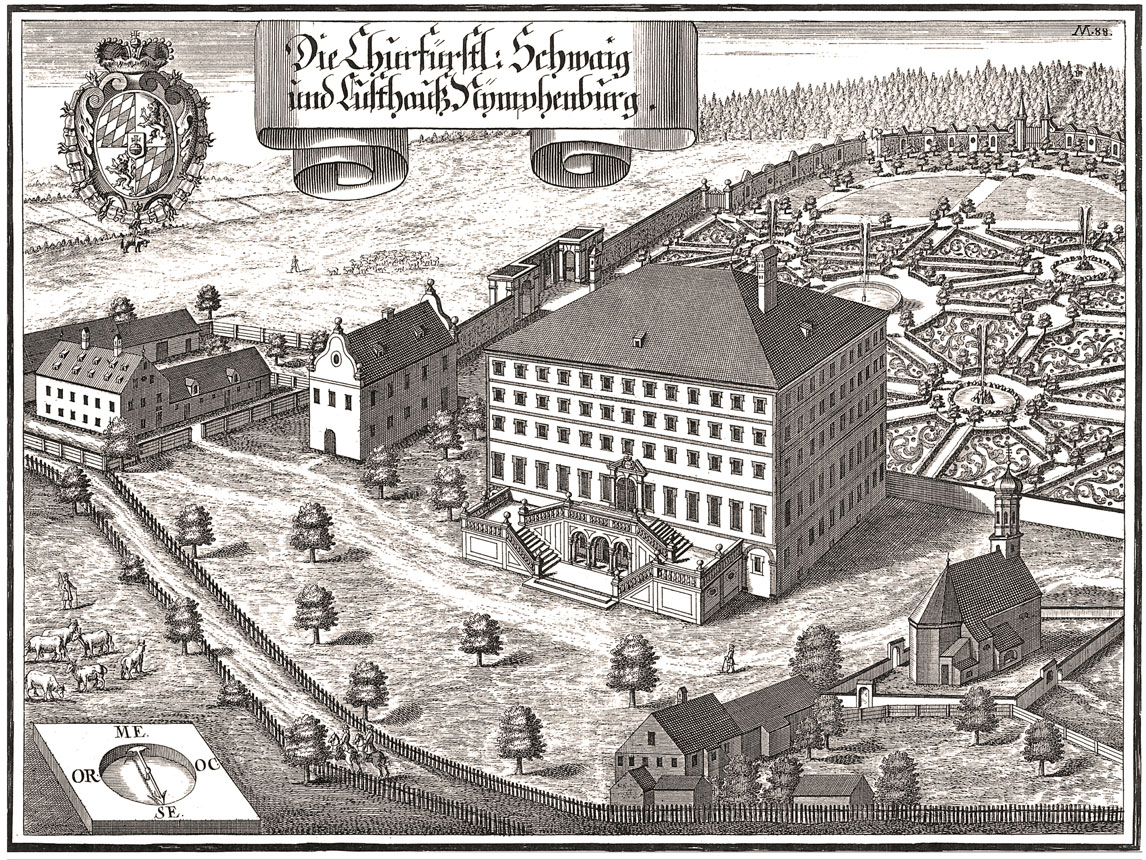
Pałac Nymphenburg na rycinie z 1701
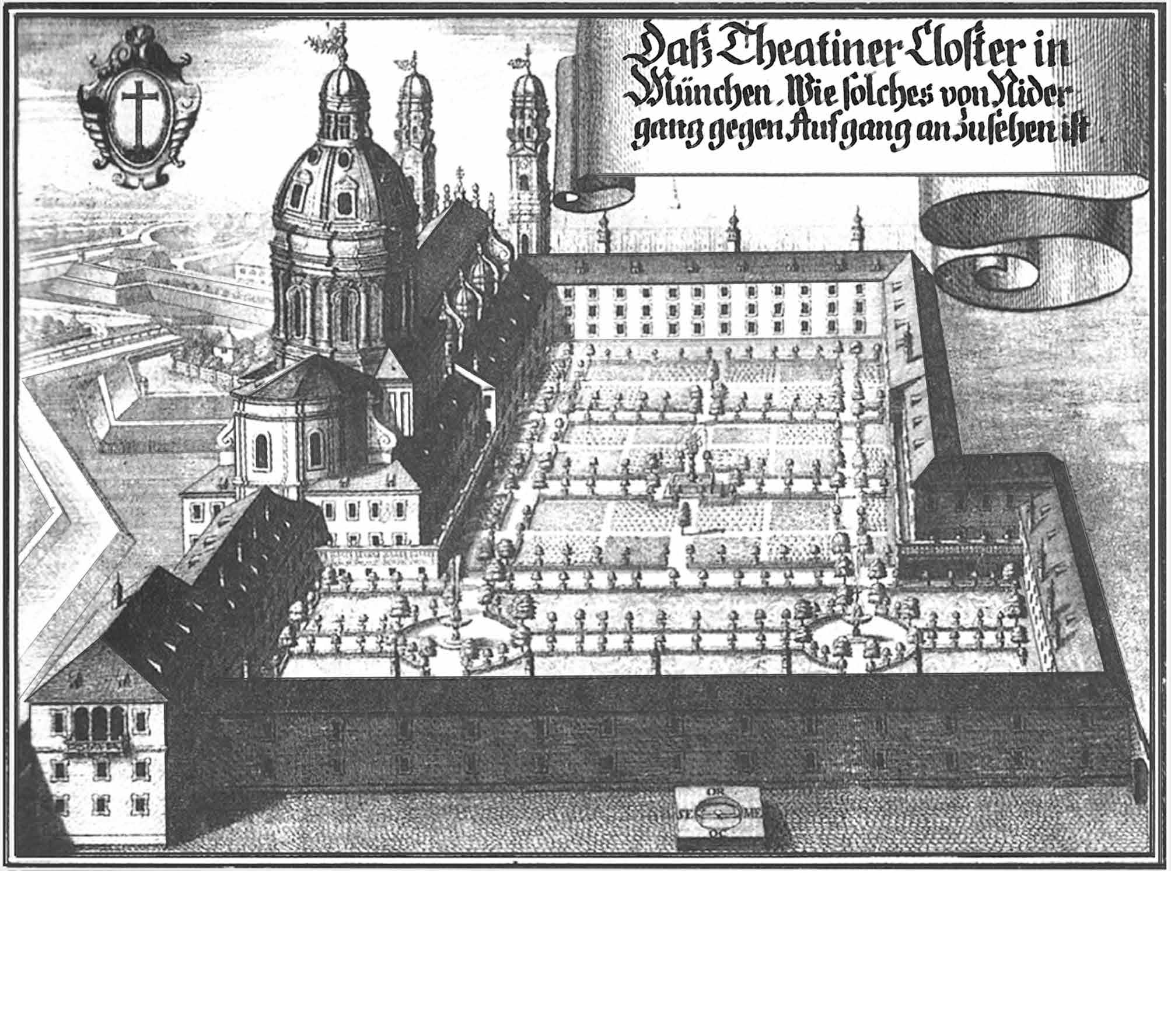
Kościół i klasztor teatynów w Monachium na rycinie z ok. 1700
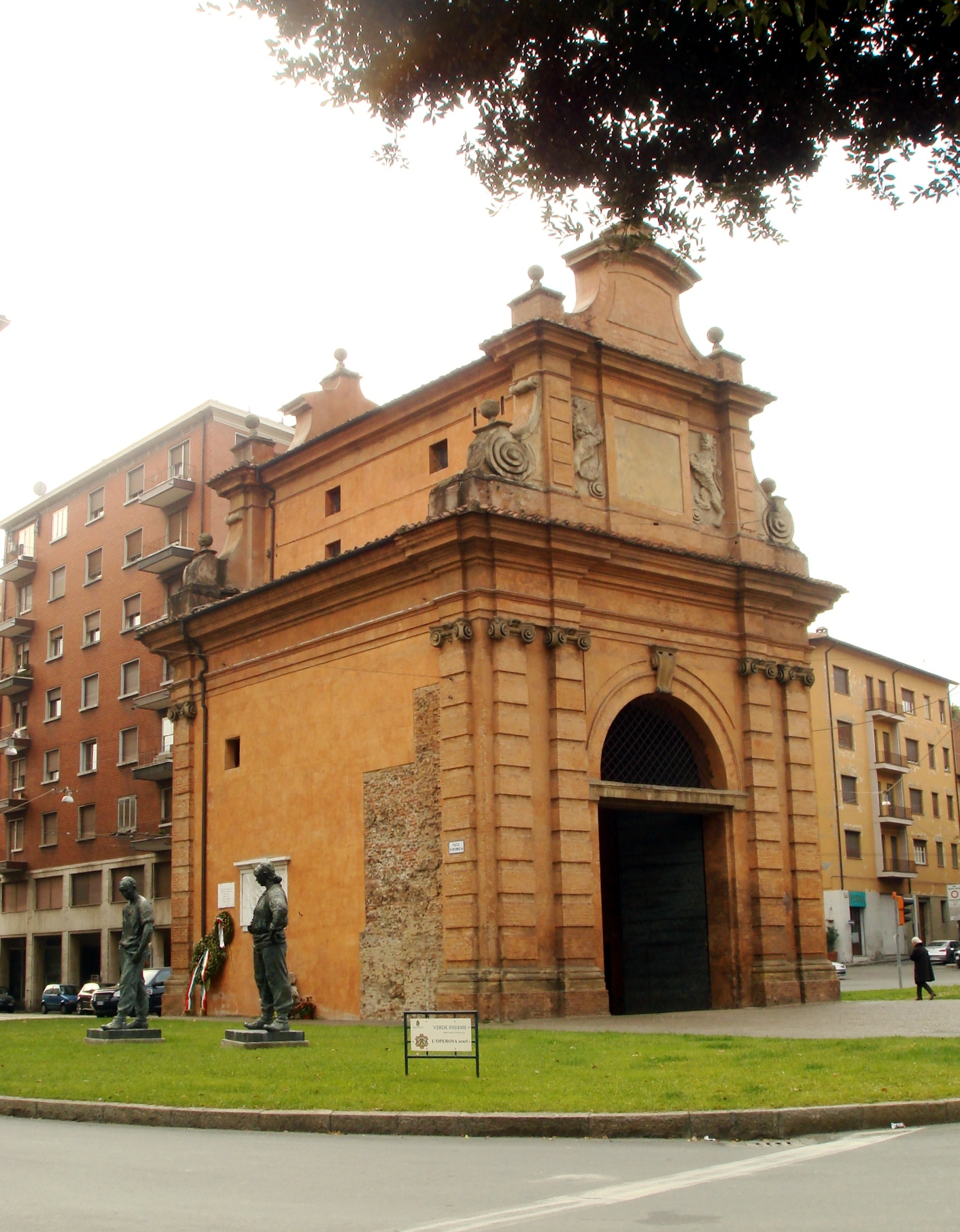
Porta delle Lame